# 詫間郵便局
詫間郵便局（たくまゆうびんきょく）は、香川県三豊市詫間町にある郵便局。民営化前の分類では集配特定郵便局であった。

## 概要
住所：〒769-1199 香川県三豊市詫間町詫間字松本6818番地1

## 沿革
- 1876年（明治9年）6月16日 - 詫間郵便局（五等）として開設[1]。
- 1885年（明治18年）10月1日 - 貯金取扱を開始。
- 1892年（明治25年）5月16日 - 為替・貯金取扱を開始。
- 1901年（明治34年）10月1日 - 詫間郵便電信局となる。
- 1903年（明治36年）4月1日 - 通信官署官制の施行に伴い詫間郵便局となる。
- 1961年（昭和36年）2月19日 - 荘内郵便局[2]から電話交換事務を移管[3]。
- 1985年（昭和60年）10月1日 - 電話の加入および料金に関する簡易な事務を高瀬電報電話局に移管。
- 1987年（昭和62年）11月 - 局舎新築。
- 1989年（平成元年）6月26日 - 荘内郵便局[2]および粟島郵便局から集配業務を移管[4]。
- 2006年（平成18年）9月11日 - 仁尾郵便局から「769-14xx」区域の集配業務を移管[5]。
- 2007年（平成19年）10月1日 - 民営化に伴い、併設された郵便事業観音寺支店詫間集配センターに一部業務を移管。
- 2012年（平成24年）10月1日 - 日本郵便株式会社発足に伴い、郵便事業観音寺支店詫間集配センターを詫間郵便局に統合。

## 取扱内容
- 郵便、印紙、ゆうパック、内容証明
- 貯金、為替、振替、振込、国際送金、国債
- 生命保険、バイク自賠責保険
- ゆうちょ銀行ATM（管轄はゆうちょ銀行松山支店）
- 「769-11xx」（三豊市（詫間町域））および「769-14xx」（三豊市（仁尾町域））の集配業務

## 周辺
- 三豊市立詫間小学校
- マルナカ詫間浜田店

## アクセス
- JR予讃線 詫間駅から西へ約3km（徒歩約38分）
- 三豊市コミュニティバス（詫間三野線・詫間線） 浜田停留所下車
- 高松自動車道 三豊鳥坂ICから北西へ約8km
- 駐車場あり：14台